# IFilm
 (février 2017).
Si vous disposez d'ouvrages ou d'articles de référence ou si vous connaissez des sites web de qualité traitant du thème abordé ici, merci de compléter l'article en donnant les références utiles à sa vérifiabilité et en les liant à la section « Notes et références ».

iFilm est une archive en ligne de courts métrages, de bandes annonces de film et d'autres clips vidéo d'intérêt.
Fondé en 1998, iFilm offre des services basiques gratuits soutenus par la publicité, similaire à beaucoup d'autres site-web commerciaux. Ils hébergent aussi un grand nombre de vidéos de marketing viral, permettant à ses clips de se répandre facilement entre utilisateurs.
Le 15 octobre 2005, iFilm a été acheté par MTV Networks, filiale de Viacom, pour plusieurs millions de dollars[réf. nécessaire].